# Full Throttle (videohra, 1995)
Full Throttle je počítačová adventure hra vytvořená Timem Schaferem. Hlavní postavy dabovali Roy Conrad a Mark Hamill. Byla vytvořena vlastními zdroji a publikována společností LucasArts 30. května 1995. V pořadí desátá hra využívající SCUMM, engine pro adventury.

## Popis
Full Throttle je point-and-click adventura, tedy kompletně ovládaná myší. Děj hry se odehrává kdesi v Arizoně ve společnosti nevybíravých motorkářů, prašných silnic a vůni asfaltu. Hra na svou dobu zaujala především svou grafikou a animovanými sekvencemi.

## Příběh
Ben je šéfem motorkářského gangu zvaného Polecats. Při projíždění po silnici č.9 narazí gang na luxusní limuzínu. Ben limuzínu přejede motorkou, přičemž zadním kolem rozdrtí znáček na kapotě a ujíždí dál. Limuzína patří Malcomu Corleymu, CEO a zakladatel společnosti Corley Motors. Stařík je neznámým motorkářem nadšen a nařídí řidiči jej dojet.
Zatímco Ben a jeho gang odpočívají v Kick Stand Baru, dorazí i Corley. Rychle se s Benem spřátelí svými historkami z dob, kdy ještě byl sám motorkář. Adrian Ripburger, viceprezident společnosti Corley Motors si Bena pozve na slovíčko ven, kde mu nabídne práci eskorty při nadcházejícím setkání investorů společnosti. Když Ben odmítne s tím, že Polecats nejsou na prodej ani pronájem, obdrží ránu do hlavy a omdlí.
Když se probouzí, musí se nejdříve dostat z kontejneru, kde byl uklizen. Postupně zjišťuje, že nikde není jeho gang, Corley a klíčky od jeho motorky, která pro něj znamená více než vlastní život. Když dostane z barmana klíčky, vydává se dohnat ty, kteří ho hodili do popelnice, ale neví, že mu motorku záměrně poškodili.